# Dějiny Segedína
Segedín a jeho okolí na soutoku řek Tisy a Mureš byly obývány už od starověku. 

## Nejstarší dějiny a středověk
Nejstarší osídlení vzniklo dále od soutoku řek Tisy a Mureše. Nejstarší známý název města zaznamenal Ptolemaios jako Partiscum. Nacházela se tu také římská osada téhož názvu. Od 5. století se na území vystřídaly různé kmeny, Slovany vytlačili kočovní Hunové, Avaři, Gepidové a v 9. století do Pannonie vtrhli Maďaři. Jméno Segedín (v podobě Cigeddin) se poprvé objevilo v roce 1183 v dokumentu o králi Bélovi III. Z té doby pocházel první křesťanský kostel v místní části Szörög, jehož základy byly objeveny archeologickým výzkumem v roce 1977 a připomíná jej pamětní deska. Díky obchodu se solí se postupně úspěšně rozvíjelo.

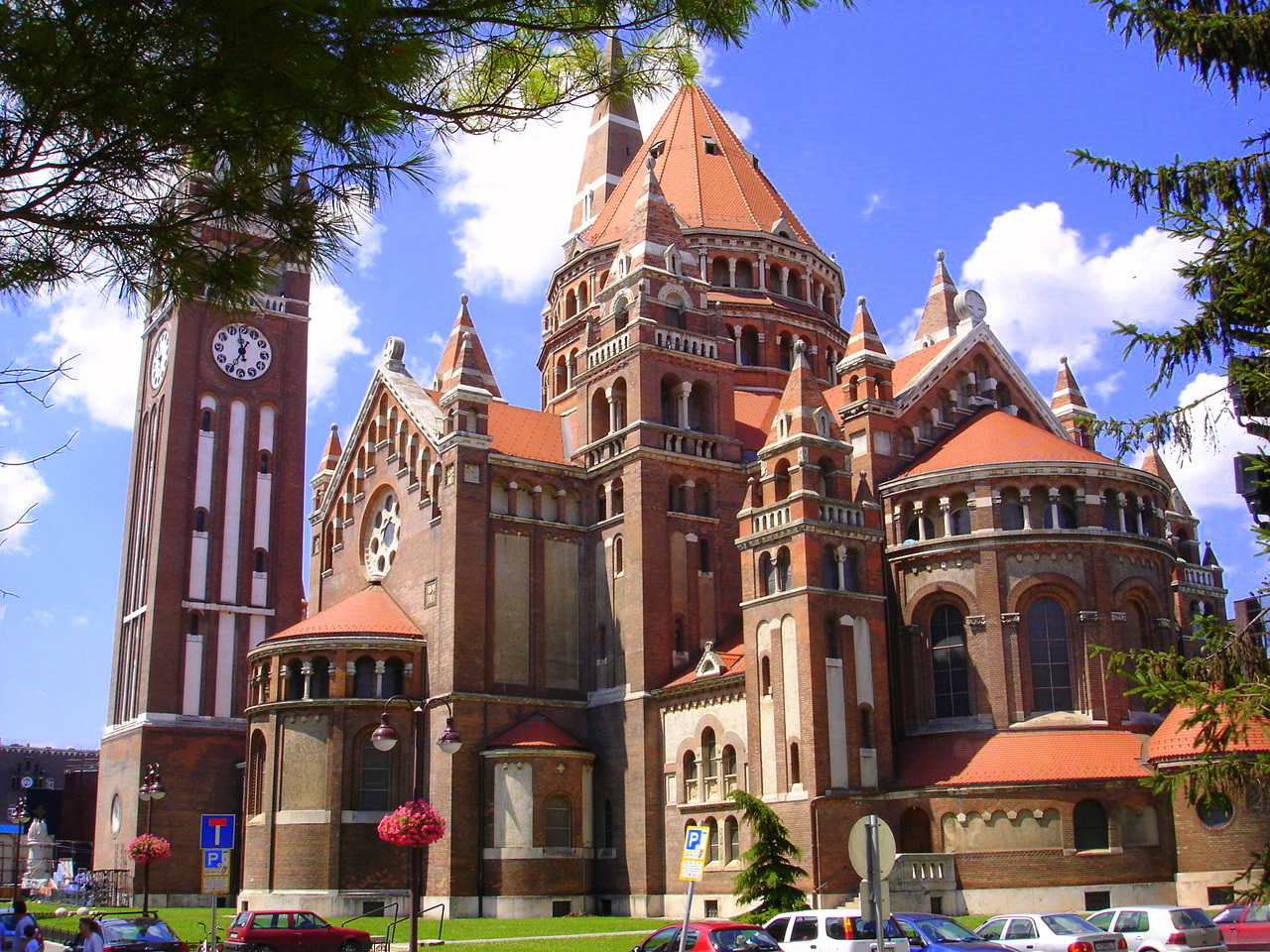
Katedrála

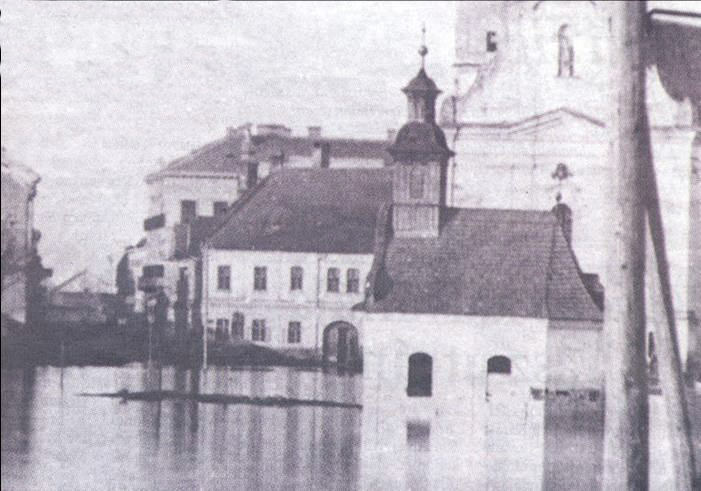
Povodeň v roce 1879.

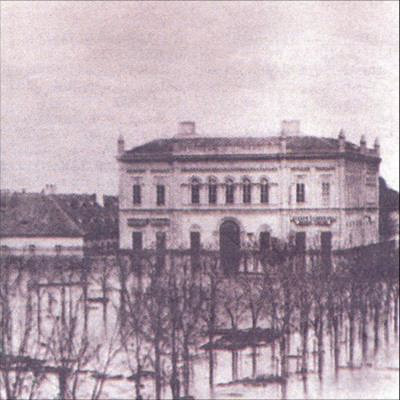
Povodeň v roce 1879.

Během mongolské invaze bylo město zničeno a jeho obyvatelé uprchli k blízkým bažinám. Po invazi se vrátili a město opět postavili. Ve 14. století, během panování Ludvíka Velikého, se Segedín stal nejdůležitějším městem jižních Uher. Jeho strategický význam rostl s tím, jak se k hranicím Uherska přibližovalo turecké vojsko. Král Zikmund Lucemburský totiž nechal tomuto strategickému městu postavit opevnění. V roce 1444 zde byl podepsán tzv. Segedínský mír mezi Uherskem, Srbským despotátem a Osmanskou říší. 
V roce 1433 město navštívil burgundský cestovatel Bertrandon de la Broquière. Segedín popsal jako relativně velké město a centrum obchodu s koňmi v celém regionu.
Segedín byl povýšen na královské město v roce 1498. V této době zde žili zhruba čtyři tisíce obyvatel. Město bylo v Uhersku třetím nejvýznamnějším po Budíně a Székesfeherváru.
Podle záznamů z roku 1522 zde žilo 1644 rodin, předpokládá se, že tehdy mělo město 8000 obyvatel.

## Turecké vpády
Segedín byl poprvé drancován tureckou armádou 28. září 1526. Dobyt byl zcela roku 1543. Turecká nadvláda nad městem trvala několik desítek let; řada původních obyvatel utekla jinam, bohatší vrstvy např. do Debrecínu, Košic a Trnavy. Na jejich místo přicházeli Turci a v menší míře také jižní Slované. Nemuslimové museli platit daň z hlavy, tzv. harač (turecky haraç). Město se stalo centrem samosprávné jednotky (tzv. sandžaku). Zajímavostí zůstává, že za doby turecké nadvlády sem byla jako okrasná rostlina přivezena z vzdálenějších částí Osmanské říše paprika, která zde zdomácněla.
Zpět bylo město dobyto 23. října 1686. Turecká posádka místní pevnosti se vzdala postupujícímu habsburskému vojsku, při souvisejících bojích zemřelo jen okolo dvaceti lidí. Prohra byla pro Turky zdrcující a ostudná; v Osmanské říši byl nařízen půst a veřejné modlitby. V době těsně po odchodu Turků žilo v Segedínu okolo dvou tisíc obyvatel. Roku 1715 získalo statut svobodného královského města. Počet obyvatel se pohyboval zhruba okolo dvaceti tisíc, z toho cca 16 000 bylo Maďarů, žilo zde také okolo 1300 Srbů. V závěru 18. století zde místní srbská komunista zbudovala pravoslavný kostel, který je zasvěcen sv. Mikulášovi.
Po-tureckou podobu města alespoň na mapě zaznamenaly mapy prvního (josefského) vojenského mapování. Střed města (palanka) byl kruhového tvaru a byl obehnán hradbami s šesti baštami a příkopem. Uvnitř opevněného města se potom nacházela ještě (při břehu řeky Tisy) vojenská pevnost s vlastním fortifikačním systémem, který sestával rovněž z bašt.

## 18. století
Dne 21. května 1719 císař Karel VI. městu udělil znak, užívaný dodnes. Tento den je navíc dodnes připomínán jako den města. V témž roce získal Segedín právo mít vlastní soud. Také sem přišli piaristé. Ti zde ustanovili první gymnázium. Během dalších let Segedín rostl a prosperoval. 18. století nebylo nicméně v dějinách města jen pozitivní; město sužovala sucha i povodně. Běžné byly rovněž i morové epidemie. Rozhněvané obyvatelstvo v této situaci hledalo viníka, a proto byly běžné také čarodějnické procesy. Největší proces se uskutečnil roku 1728, bylo při něm upáleno šest žen a šest mužů. Později rozhodla císařovna Marie Terezie, že případy čarodějnictví musí řešit výše postavené soudy, čímž tyto procesy víceméně ustaly.
Roku 1749 byl obnoven hlavní kostel, zničený za turecké okupace v předchozích staletích. Pokrok však postupoval velmi pomalu. Ještě na konci 18. století byla většina hlavních cest okolo města ve velmi špatném stavu a jen těžce průchodná, což přiškrcovalo obchod. Ve zvlášť špatném stavu byla cesta z Pešti do Segedína, jak v této době poznamenal jeden německý kupec.
V roce 1784 požádalo několik židovských rodin o povolení usadit se v Segedínu. Tento počet se postupně zvyšoval; do roku 1790 na cca 20 rodin a v roce 1808 žilo ve městě již 357 Židů. Do druhé světové války dosáhl počet Židů zhruba osmi tisíc. 

## 19. století
První tiskárna v Segedínu byla založena v roce 1801. V obdobné době byla postavena budova radnice (dnes označovaná jako stará radnice) a nemocnice. V roce 1813 město bylo opět poničeno požáry. Ty se nejspíše přičinily o to, že původní opevnění zaniklo (na mapách druhého vojenského mapování z poloviny století již není patrné. Zůstal po něm nicméně rozsáhlý uvolněný prostor. První vydlážděná ulice v Segedínu vznikla roku 1840. V této době zde žilo něco okolo třiceti tisíc lidí.
Občané Segedína sehráli důležitou roli během revoluce a války za nezávislost v letech 1848–1849. Lajos Kossuth zde 12. července 1849 přednesl poslední projev před emigrací. Segedín byl posledním sídlem revoluční vlády v červenci 1849. Kossuth zde navrhl rozsáhlou autonomii rumunskému národu v Sedmihradsku, která měla ukončit povstání. Habsburkové pak sice potrestali představitele města, ale Segedín přesto začal opět prosperovat. Do města byla zavedena železnice v roce 1854 a městu se vrátil jeho volný královský městský status v roce 1860.
Dnes má město krásné budovy a široké třídy, hlavně díky obnově po velké povodni v roce 1879, která zničila drtivou většinu Segedína. Pouze 265 z 5723 původních budov zůstalo nedotčeno. Zahynulo 165 lidí, šedesát tisíc lidí z tehdejších sedmdesáti pěti tisíc obyvatel přišlo o střechu nad hlavou. Masivní povodně byly způsobeny mimo jiné i živelnými stavebními pracemi v průběhu 19. století, zasypáním původních kanálů, kudy odtékala voda a vytvořením zcela nepropustné plochy. Vodu se podařilo dostat z města zcela až po půl roce. Císař František Josef navštívil město a slíbil, že Segedín bude krásnější, než dříve. V roce 1883 pak navštívil Segedín znovu při otevírání nové radnice. Svůj slib splnil. Během dalších let město opět ožilo. Byly postaveny nové paláce, široké bulváry, nové administrativní budovy. Centrum bylo přeorganizováno do pravidelné uliční sítě, kterou doplnila půlokružní třída (Tisza Lájos körút). Obnova města byla financována z darů z tehdejšího Rakousko-Uherska, přispěly ale i některé evropské metropole, např. Řím nebo Londýn. Při této přestavbě zanikly poslední zbytky středověkého města. Mimo jiné byly také zasypány některé rybníky v blízkosti historického centra. 
Významným způsobem ovlivnila podobu města také secese. Řada výstavních domů i paláců byla postavena právě v tomto stylu (např. Deutsch Palota), doba navíc přála velkolepým investicím tohoto typu. První realizovanou stavbou byl nicméně protipovodňový val na řece Tise, který měl nadále zabránit obdobným katastrofám. S obnovou města pomohla řada evropských metropolí a na jejich počest byly pojmenovány nové ulice v Segedínu. Most přes řeku Tisu byl dokončen roku 1883, zajistil spojení s Novým Segedínem, který postupně vyrůstal na druhém břehu řeky. Zbořen byl rovněž původní hrad. Od roku 1884 má Segedín také koněspřežnou tramvaj. O rok později byla otevřena i věznice.
V 90. letech 19. století byly také vybudovány ve své době moderní a v 21. století stále fungující lázně (maďarsky Anna fürdő), které jsou často navštěvovány.

## 20. století
V závěru první světové války byl okupován francouzským vojskem. Přítomno zde bylo v jednu chvíli až 28 tisíc vojáků. Po trianonské smlouvě ztratilo Maďarsko svá jižní území, Sedmihradsko ve prospěch Rumunska a Vojvodinu ve prospěch Království SHS. Segedín se stal tedy skoro příhraničním městem a ztratil značnou část svého přirozeného okolí. Do města byla roku 1921 přesunuta univerzita z Cluj-Napocy, která se nyní nacházela v Rumunsku a biskupství z Temešváru. V roce 1930 byla po mnoha letech výstavby dokončena i nová katedrála.
V poválečném chaosu se v Segedíně organizovala skupina lidí, která měla zájem na svržení komunistického režimu Bély Kuna. Později zde byla ustanovena tzv. kontrarevoluční vláda, v jejímž čele stanul Miklós Horthy.
V letech 1919 a 1932 zasáhla město povodeň na řece Tise, ani jedna z nich ale nenapáchala větší škody.
Segedín velmi trpěl během druhé světové války, kdy bylo 6 000 obyvatel města zabito a židovští občané uvězněni v ghettech. Rudá armáda osvobodila město v roce 1944.
Během komunistické éry se Segedín stal centrem lehkého a potravinářského průmyslu. V 60. letech byla vystavěna řada panelových domů, vzniklo např. sídliště Odessza, na druhém břehu Tisy, pojmenované podle sesterského města v tehdejším SSSR. Rozšířen byl i potravinářský průmysl (výroba salámů, zpracování paprik, výroba konzerv), který tak začal na celkové produkci výrazně dominovat.
Během událostí roku 1956 byl dne 16. října v budově Fakulty humanitních studií Univerzity v Segedínu, v Auditoriu Maximum, ustanoven Svaz maďarských vysokoškolských studentů (MEFESZ). Během následujících událostí MEFESZ uspořádal několik schůzí a dalších demonstrací. O více než týden později při násilných střetech v Segedínu zemřel jeden člověk a několik dalších bylo zraněno. Ustanovování revolučních rad nicméně přerušil příchod sovětské armády na začátku listopadu.

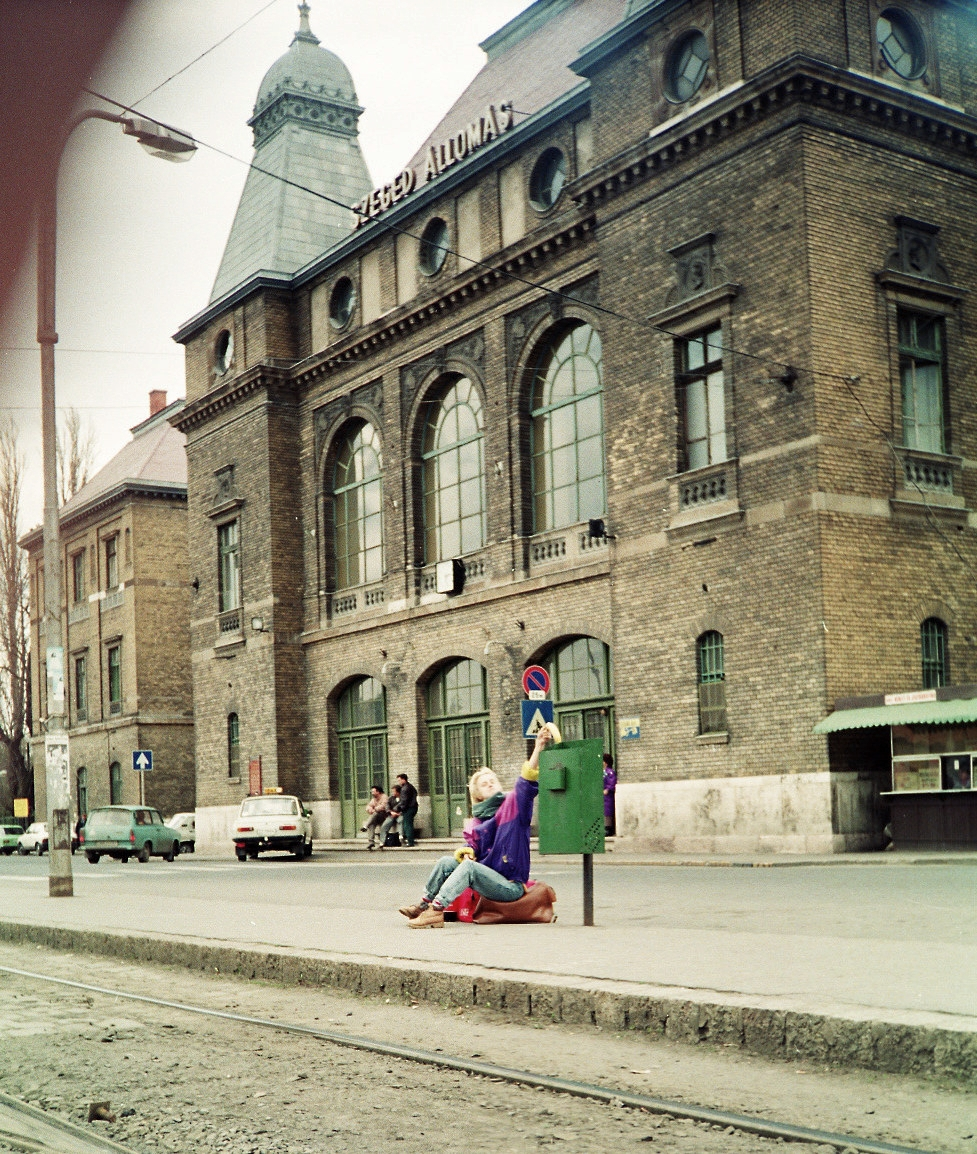
Hlavní nádraží v roce 1990.

V roce 1962 se Segedín stal krajským městem župy Csongrád-Csanád a okolní venkov (vesnice Tápé, Szőreg, Kiskundorozsma, Szentmihálytelek, Gyálarét) byl připojen k městu. Roku 1973 byly k Segedínu připojeny ještě některé další obce. V roce 1964 byla nedaleko vesnice Algyő objevena ropa. Město bylo jedním z center lehkého a potravinářského průmyslu v Maďarsku.
V roce 1970 byl Segedín zasažen další povodní, která překonala výšku velké vody z roku 1879, nedošlo však k zásadnějším škodám na majetku a lidských životech. Město uchránila regulace řeky (která byla postavena po ničivé povodni z roku 1879), především ale klíčové byly hráze z pytlů s pískem, které postavili místní hasiči, armáda a obyvatelé.
Po roce 1990 a politických změnách v Maďarsku došlo k změnám ekonomické struktury země. Řada nerentabilních továren byla zavřena a zkrachovala. V roce 1997 se od Segedína oddělila jedna z místních částí.

## 21. století
Od roku 2005 směřuje do města také dálnice. O rok později město ohrozila vysoká hladina řeky Tisy, která dosáhla až 10 metrů.